# Josiane Kartheiser

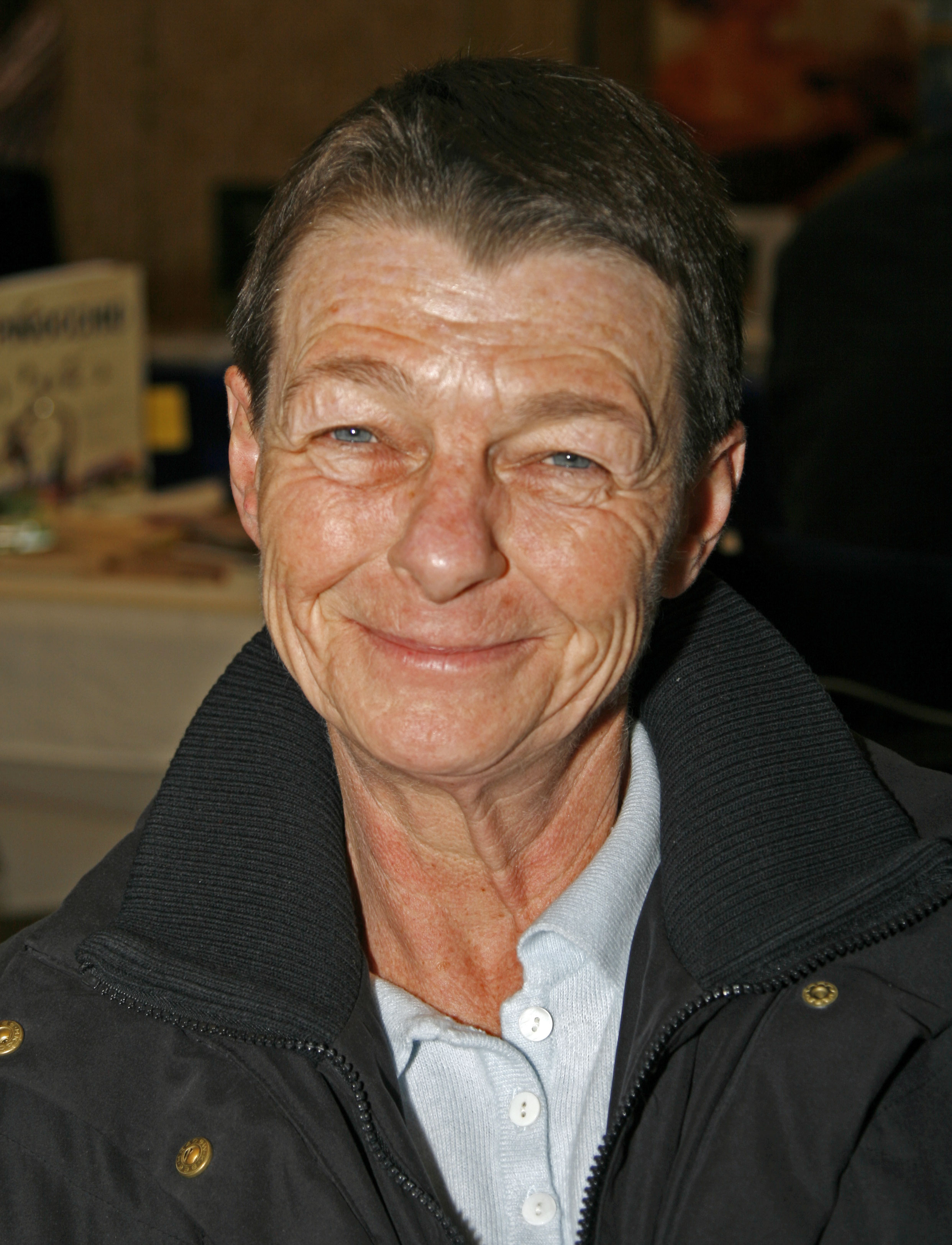
Josiane Kartheiser

Josiane Kartheiser (* 28. November 1950 in Differdingen, Luxemburg;) ist eine luxemburgische Sprachlehrerin, Schriftstellerin und Journalistin.

## Leben
Kartheiser studierte englische und amerikanische Literatur, arbeitete als Journalistin und später als Luxemburgischlehrerin in der Erwachsenenbildung. Sie  schreibt Literaturkritiken für Rundfunk und Presse.
Sie veröffentlichte zahlreiche Bücher für Erwachsene und Beiträge in Anthologien und Literaturzeitschriften  sowie Kinderbücher, Theaterstücke und Hörspiele. Sie machte ein paar Jahre lang Kabarett und verfasst nach wie vor Texte für ein Frauenensemble, schreibt aber vor allem Glossen, Reisetexte und Kurzgeschichten auf Luxemburgisch und auf Deutsch. Ihre Texte, mal satirisch, mal nachdenklich, setzen sich mit gesellschaftlichen Entwicklungen und den Beziehungen zwischen den Geschlechtern auseinander.
Sie ist Mitglied des Institut Grand-Ducal, Section arts et lettres.
2010 erhielt sie den Anne-Beffort-Preis der Stadt Luxemburg.

## Veröffentlichungen

### Bücher
- flirt mit fesseln, 1978. Reiseberichte, Lyrik, Kurzprosa
- Wenn schreie in mir wachsen, 1980. Lyrik, Kurzprosa
- Linda, 1981. Kurzgeschichten
- D’Lästermailchen, 1988. Kabarett, Lieder, Kurzgeschichten, Hörspiele
- Luxembourg City, 1989. Stadtführer
- Wohlstandsgeschichten, 1993. Lyrik, Kurzgeschichten
- Als Maisie fliegen lernte, 1996. Kurzgeschichten
- Das Seepferdchen, 2000. Kurzgeschichten
- Allein oder mit anderen, 2002. Kurzgeschichten, Reisetexte
- Cornel Meder. Ein Porträt, 2004
- De Marc hätt gär Paangecher, 2005. Kurzgeschichten, Glossen, Kabarett
- Mäi léiwen Alen!, 2007. Kurzgeschichten, Glossen, Kabarett
- Hutt Dir och en Holiday Consultant?, 2009. Kabarett, Geschichten, Glossen, Texte über das Reisen
- Geld oder Liewen!?, 2011. Kabarett, Glossen, Erinnerungen
- Entführe nicht deines nächsten Weib, 2013, Kurzkrimis
- Die Shabby Chic Tote, 2014, Kriminalerzählungen
- Gees de mat?,2014, Kurzgeschichte
- Kauf dir doch ein Leben!, 2015, Glossen, Gesellschaftskritik, Kurzgeschichten

### Als Co-Autorin
- z. B. Tom – Report über den Drogenplatz Luxemburg, 1981
- Esou schwätze mir, 1995. Thematisches Wörterbuch (Französisch-Luxemburgisch-Englisch)
- Da Lass III, 2001. Audiovisuelle Methode für den Luxemburgischunterricht

### Kinderbücher
- De Maxi an de Geschichtenerzieler, 2004
- Dem Lou säin abenteuerleche Summer, 2012

### Theater
- De Kontrakt, Uraufführung 1983
- Härgottskanner, Uraufführung 1985

### Beiträge in Anthologien und Literaturzeitschriften (Luxemburg und Ausland)
- Kunststoff
- Galerie
- Formation, 1978 und 1979
- händedruck, 1981
- Mörikes Lüfte sind vergiftet, 1981
- Ent-Grenzung, 1982
- Lëtzebuerg, 1982 und 1983
- In Sachen Papst, 1985
- Lëtzebuerger Almanach, 1985 und 1986
- Die klassische Sau, 1986
- Lëtzebuerg, Luxembourg, Luxemburg, 1989
- aschlofen ënnert engem roude stärenhimmel as méi wéi geféierlech, 1994
- 33 Erzählungen Luxemburger Autoren des 20. Jahrhunderts, 1999
- Essays on Politics, Language and Society in Luxembourg, 1999
- Deutschsprachige Lyrik in Luxemburg, 2002
- Kaléidoscope Luxembourg, 2002
- Neue Lyrik, Anthologie im Frühjahr 2002
- Virum wäisse Blat, 2003
- E Buch am Zuch, 2004, 2006 und 2010
- D’Messer am Réck, 2006
- Konterlamonter, 2008
- Robert Krieps, 2009
- Zwischenland! Ausguckland!, 2009
- Am anderen Ende der Lichtung (Omega 90), 2010
- Literaresch Welten. Eng Lëtzebuerger Anthologie an dräi Sproochen, 2012.
- Luxemburger Leichen, 2013
- arts et lettres 3, 2013
- Lies de bal, 2014